# انصار الشریعه (تونس)
انصار الشریعه (انگلیسی: Ansar al-Sharia) یکی از احزاب سیاسی در تونس است که به عنوان یک سازمان تروریستی از سوی حکومت تونس و نیز آمریکا شناخته می‌شود. این سازمان گرایش‌های وهابی داعشی دارد و از اقدامات آنها این بود که زمانی که در ۷ اکتبر ۲۰۱۱ فیلم پرسپولیس توسط شبکه نسمه تونس پخش شد اعتراضاتی به تجسد خدا در این فیلم از سوی این سازمان صورت گرفت که حوادثی را در پی داشت.